# Max Stahl (Sportfunktionär)
Max Stahl (* 6. Dezember 1892; † 28. Februar 1961) war ein deutscher Sportfunktionär und von 1951 bis 1952 Präsident des Deutschen Tennis Bundes.

## Leben
In jungen Jahren war Stahl als Fußballspieler und Leichtathlet bei den Stuttgarter Kickers aktiv.
Nach dem Zweiten Weltkrieg gründete er mit Freunden den Württembergischen Tennis Bund. Nach der Anerkennung des Deutschen Tennis Bundes durch die Alliierten war Stahl von 1951 bis 1952 dessen Präsident.